# Ieri, oggi
Ieri, oggi è una raccolta della cantante pop francese Amanda Lear, pubblicata nel 1982 dall'etichetta discografica BMG Ariola. Nella raccolta ci sono tre inediti Incredibilmente donna, sigla della trasmissione televisiva, Premiatissima, condotta dalla cantante, Buon viaggio e Your yellow pyjamas, colonna sonora del 1978 del film La ragazza dal pigiama giallo.

## Tracce
LP (Ariola ARL 39 155)
1. Incredibilmente donna - 3:56 (Sergio Menegale, R.Ferrato)
2. Ho fatto l'amore con me - 3:16 (Cristiano Malgioglio/ Giuni Russo, Maria Antonietta Sisini)
3. Buon viaggio - 3:33 (Maurizio Piccoli, R.Pareti)
4. Your Yellow Pyjama - 4:15 (Amanda Lear, Riz Ortolani)
5. Fabulous Lover, Love Me - 5:25 (Rainer Pietsch, Amanda Lear)
6. Fashion Pack (Studio 54) - 5:05 (Anthony Monn, Amanda Lear)
7. Blood & Honey - 4:50 (Anthony Monn, Amanda Lear)
8. Tomorrow - 4:10 (Rainer Pietsch, Amanda Lear)
9. Queen of China-Town - 4:15 (Anthony Monn, Amanda Lear)
10. Blue Tango - 2:40 (Amanda Lear, Mitchell Parish, Leroy Anderson)
11. Enigma (Give a Bit of Mmh to Me) - 5:08 (Rainer Pietsch, Amanda Lear)
12. Follow Me - 3:50 (Anthony Monn, Amanda Lear)